# Steganopsis melanogaster
Steganopsis melanogaster är en tvåvingeart som först beskrevs av Thomson 1869.  Steganopsis melanogaster ingår i släktet Steganopsis och familjen lövflugor. Inga underarter finns listade i Catalogue of Life.